# آدا فی‌یاو
آدا فی‌یاو ((به لهستانی: Ada Fijał)؛ ۲۰ اکتبر ۱۹۷۶) بازیگر و خواننده اهل لهستان بود.
از فیلم‌ها یا مجموعه‌های تلویزیونی که وی در آن‌ها نقش داشته‌است، می‌توان به نشانه، مرد ایده‌آل برای دوست‌دخترم، سیاره مجرد، در خوشی و سختی، رنگ‌های خوشبختی، هتل ۵۲، ع چون عشق، در خیابان سپولنی و طایفه اشاره نمود.